# ۵-دهیدرو-ام-زایلیلن
۵-دِهیدرو-ام-زایلیلن  (به انگلیسی: 5-Dehydro-m-xylylene) با فرمول شیمیایی C۸H7 یک ترکیب شیمیایی است. 